# Apfel (Heraldik)

Redendes Wappen von Affeltrangen

Redendes Wappen von Affoltern im Emmental

Apfel im Wappen von Epfenbach

Der Apfel ist in der Heraldik eine gemeine Figur und kann mit anderen Figuren im Schild sein.
Dargestellt wird die Frucht des Apfelbaumes, auch als Blüte, so in Pritzier. In der Regel erscheint im Wappen eine Kugel mit einem Stiel und einem Laubblatt daran, die zum Schildhaupt zeigen. Es kommt selten vor, dass diese drei Teile der Wappenfigur nicht in einer Tinktur im Schild gezeigt sind. Stiel und Blatt sind nicht zwingend notwendig, erleichtern aber die Erkennung. Bevorzugt sind für den Apfel die Metalle und Farben Gold, Silber, Rot und Grün. Es werden ein oder drei Äpfel nach den heraldischen Regeln als Wappenfigur genommen (balkenweise, pfahlweise oder 2:1) und regelgerecht in das Wappen gestellt. Bei mehreren Äpfeln kann auch ein stärkerer Zweig oder einer Ranke ähnliches Geäst zur Wappenfigur kommen.
Viele oder eine in der Stückzahl begrenzte Menge Äpfel für eine gewollte Aussage im Wappen werden am Apfelbaum hängend dargestellt. Dessen Farbgebung mit grüner Krone und beispielsweise roten Äpfeln wird nicht als Verstoß gegen heraldische Farbregeln angesehen.
Der Apfel eignet sich als redende Wappenfigur für Namensträger Apfel-, Apel-, Appel- und auch Orte, so Affalterbach oder ist Heiligenattribut wie bei St. Nikolaus in Niederbuchsiten. 
Ein Kreuz mit kugelförmigen Kreuzarmenden wird mit Apfelkreuz bezeichnet.

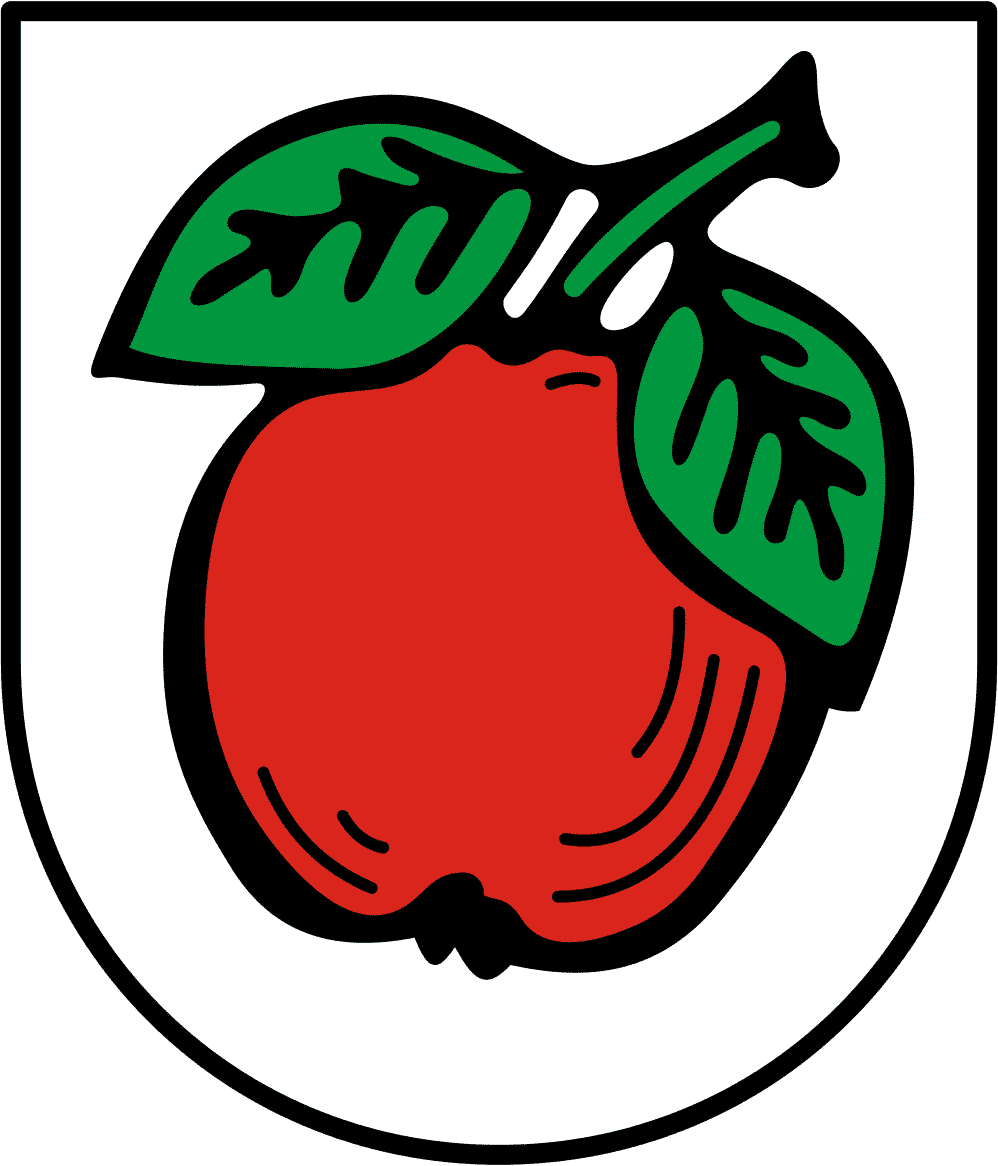
Wappen von Rietenau

Bistum Budweis
Cheltschitz
Holowous
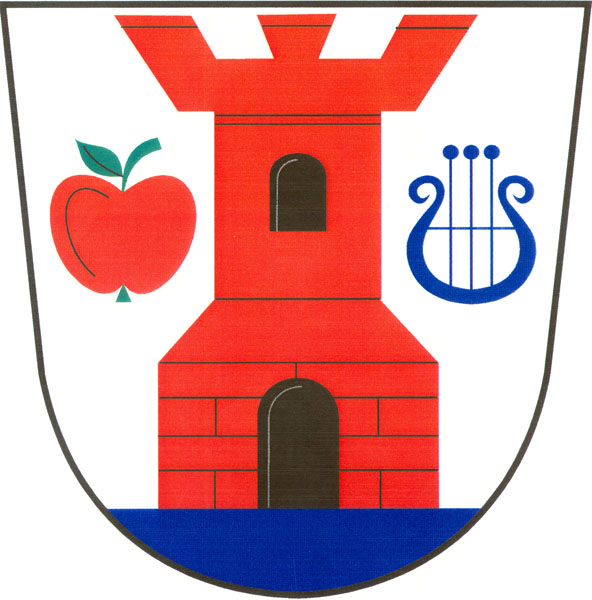
Jabkenitz
Jablonka
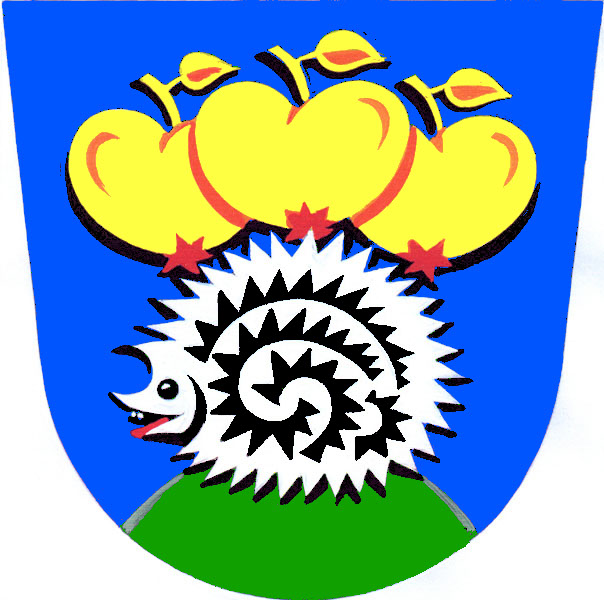
Jeschkowitz
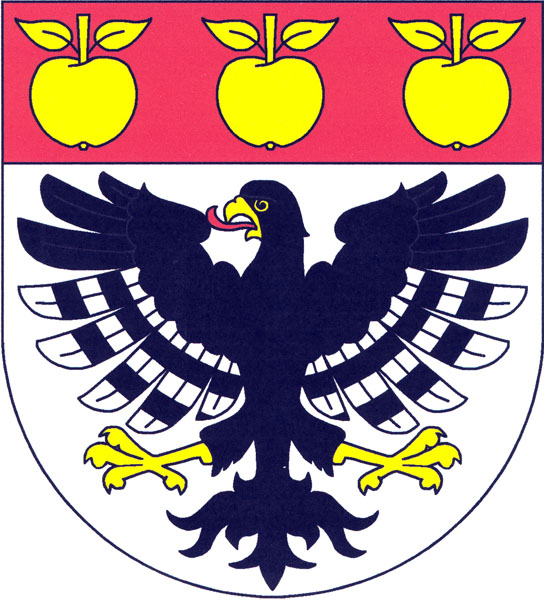
Nechwalitz
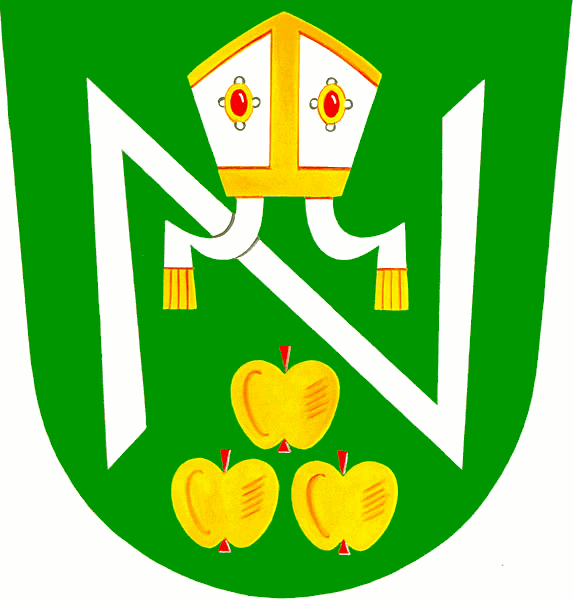
Newojitz
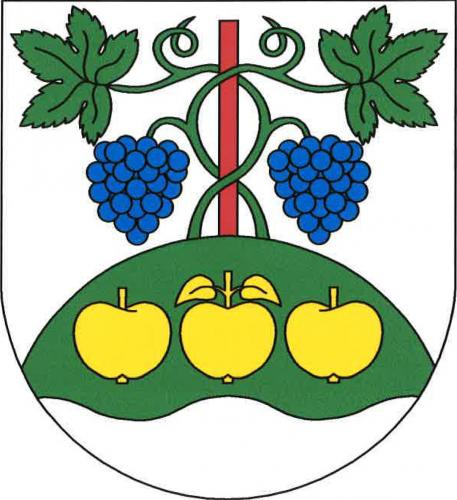
Tschalositz
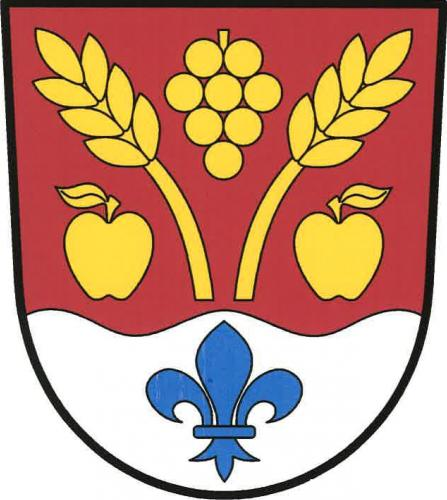
Welhota an der Elbe

## Apfelbaum

Affalterbach
Gablonz an der Neiße
Jablunka
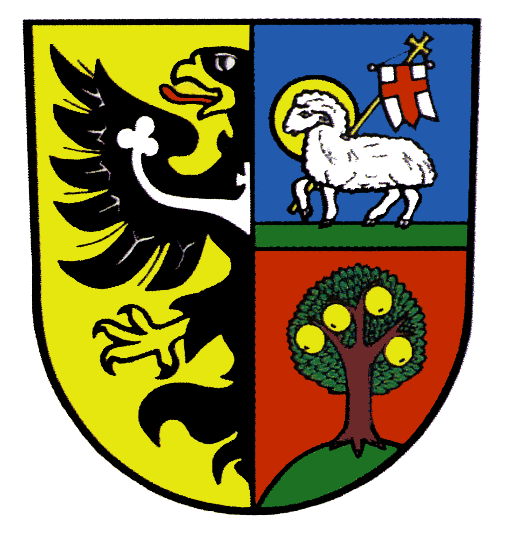
Jablunkau
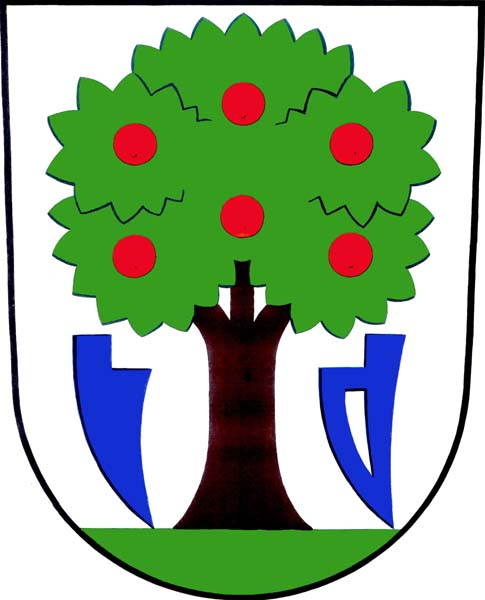
Luhatschowitz
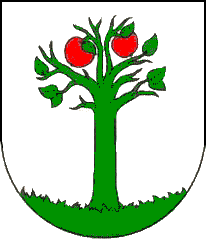
Nižná Jablonka